# Каннингтон, Мод
Мод Эдит Каннингтон (англ. Maud Edith Cunnington, урождённая Педж (англ. Pegge); 24 сентября 1869, Бритон-Ферри, Гламорган, Уэльс, Великобритания — 28 февраля 1951) — валлийский археолог. Наибольшую известность получила благодаря раскопкам нескольких крупных памятников доисторического периода на равнине Солсбери (en:Salisbury Plain).
Дочь Чарльза Педжа (Charles Pegge), главного врача Вернон-Хауса — последней частной психиатрической клиники в Уэльсе. У неё было шесть братьев и сестёр. Старший брат, Эдвард Педж, стал известным доктором и не менее известным регбистом. Краткое время обучалась в Челтенхэмском женском колледже. В 1889 году вышла замуж за археолога Бена Каннингтона, почётного куратора музея городка Дивайзис. Единственный сын Эдвард погиб во время Первой мировой войны.
С 1897 года занималась работами по «спасательной археологии» — срочным раскопкам памятников, которым грозил снос или разрушение. Раскапывала такие ныне известные в археологической литературе памятники, как Нэп-Хилл — первая известная насыпная стоянка, поселение железного века в Олл-Кэннингс-Кросс, Уэст-Кеннетский курган, Фигсбери-Ринг, Вудхендж (название которому дала она сама по аналогии со Стоунхенджем). Также она повторно открыла Уилтширское святилище (en:The Sanctuary), забытое вскоре после того, как его посетил в XVIII веке известный антиквар и археолог Уильям Стьюкли. Земельные участки, на которых находились Вудхендж и Уилтширское святилище, были приобретены семейством Каннингтонов и затем переданы в дар государству. В 1931 году М. Каннингтон избрали президентом Уилтширского общества археологии и естественной истории.
В 1948 году она стала командором Ордена Британской империи за заслуги в археологии, и таким образом, стала первой женщиной-археологом, заслужившей этот орден. Страдавшая с 1947 года от болезни Альцгеймера, она так и не узнала об этой награде. Почти всё своё имущество общей стоимостью около 14 000 фунтов стерлингов она завещала Музею Уилтширского наследия (en:Wiltshire Heritage Museum).